# Turtul

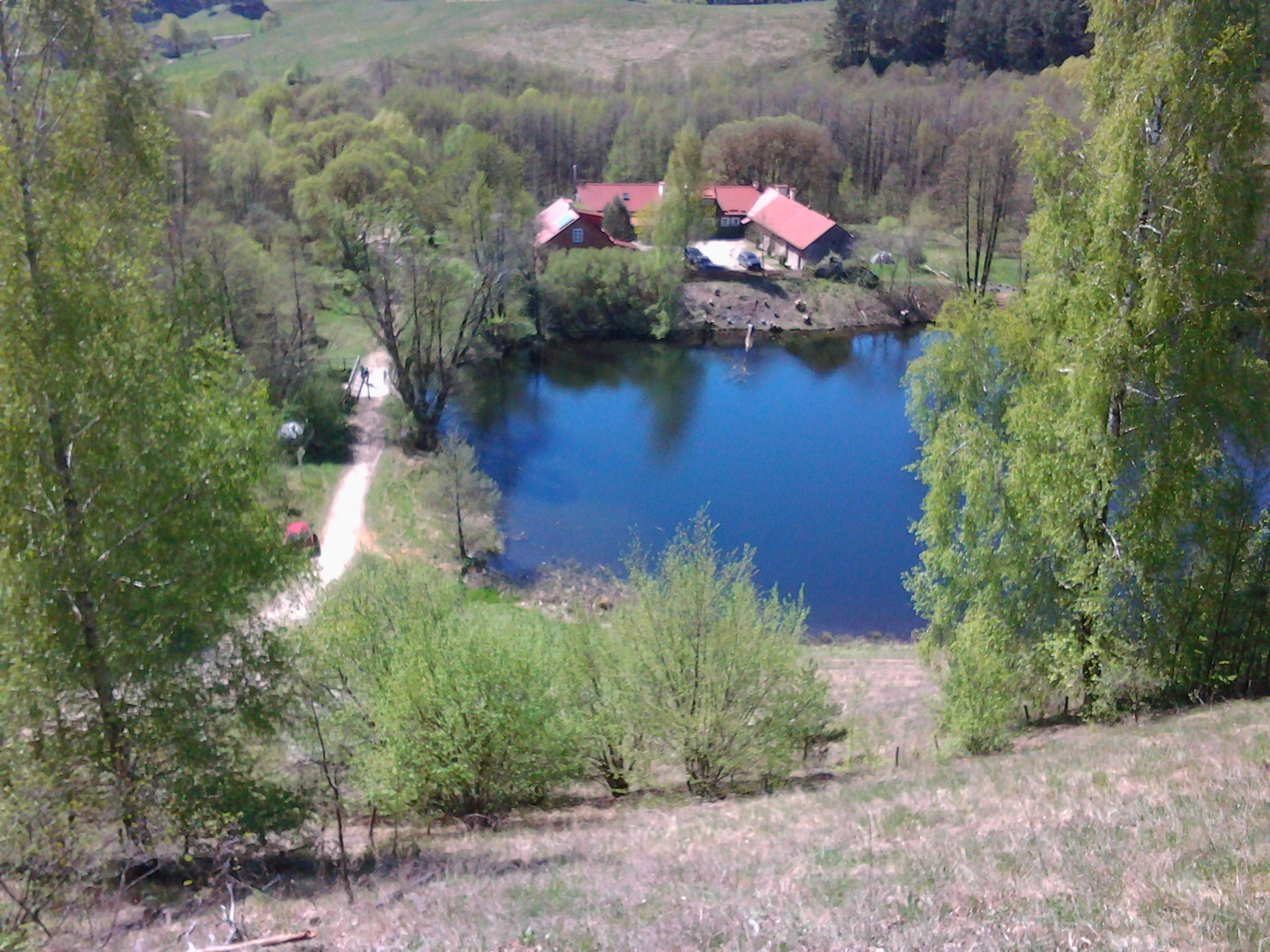
Widok na staw i ośrodek Suwalskiego Parku Krajobrazowego

Turtul – przysiółek wsi Malesowizna w województwie podlaskim. Od XVII wieku znane jako osada młyńska z młynem wodnym napędzanym spiętrzoną wodą Czarnej Hańczy.
Obecnie nad stawem młyńskim mieści się dyrekcja Suwalskiego Parku Krajobrazowego z ośrodkiem turystyczno-edukacyjnym. W pobliżu oz turtulski oraz dolina zawieszona Gaciska.